# Unterjährige Zahlungsweise
Die unterjährige Zahlungsperiode wird von allen deutschen Versicherungsgesellschaften für eine Vielzahl von Versicherungsverträgen angeboten. Hierbei wird die Versicherungsprämie nicht komplett im Voraus, sondern halbjährlich, quartalsweise oder aber monatlich (jeweils aliquote Teile im Voraus) gezahlt.

## Folgen einer unterjährigen Zahlung
Durch die vor Vertragsunterzeichnung vereinbarte unterjährige Zahlungsperiode erheben die Versicherer in der Regel Ratenzahlungszuschläge, wodurch sich die Versicherungsprämie erhöht. Begründet wird dieser Zuschlag mit dem größeren verwaltungstechnischen Aufwand, der durch die häufiger vorgenommenen Zahlungsbuchungen einhergeht. Die üblichen Zuschläge, die von den Versicherungsgesellschaften erhoben werden, betragen für die halbjährliche Zahlungsperiode 3 Prozent der Versicherungsprämie bzw. 5 Prozent für die vierteljährliche Zahlungsperiode.

### Österreich
In Österreich wird vom Unterjährigkeitszuschlag gesprochen, der von Versicherungen verschiedentlich verlangt wird. Die Bundesgebühr motorbezogene Versicherungssteuer wird seit vielen Jahren von den Kfz-Versicherern mit eingehoben und ans Finanzamt abgeführt – diese hat einen Unterjährigkeitszuschlag vom Gesetz aus, den die Versicherung nicht erlassen kann.

## Rechtliche Auswirkungen
Eine vertraglich vereinbarte unterjährige Zahlungsperiode von Versicherungsprämien stellt keinen entgeltlichen Zahlungsaufschub und damit keine Kreditgewährung im Sinne der für Verbraucherdarlehensverträge geltenden Vorschriften des Verbraucherkreditgesetzes (VerbrKrG) dar.